# Первомаевка (Бурятия)
Первома́евка — село в Заиграевском районе Бурятии. Административный центр сельского поселения «Первомаевское».

## География
Расположено на правом берегу реки Уда, при впадении в неё речки Шулуута, в 28 км к северо-востоку от районного центра, пгт Заиграево, на региональной автодороге Р436 Улан-Удэ — Романовка — Чита. Ближайшая железнодорожная станция Онохой находится в 31 км к западу от села.

## Население
| 2002 | 2010 |
| ---- | ---- |
| 796  | ↗807 |